# موسکویچ ۴۱۲

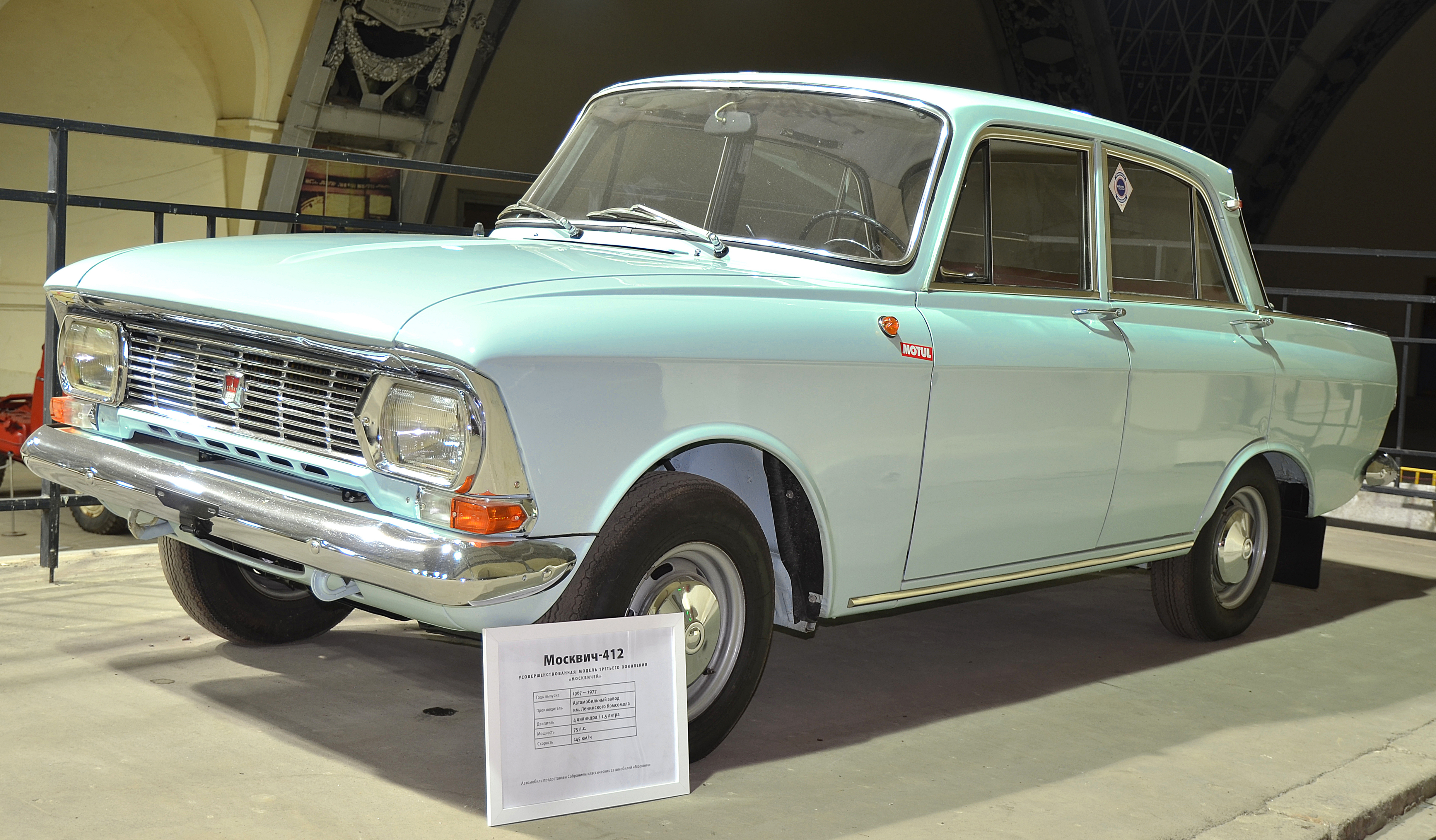

موسکویچ ۴۱۲ (Moskvitch ۴۱۲) خودرویی است که در سال‌های ۱۹۶۷—۱۹۷۶ با نام موسکویچ و تا ۴۱۲/۴۲۷/۴۳۴"۱۹۶۷—۱۹۸۲ با نام "ایژ-۴۱۲/۴۲۷" و ۱۹۷۳—۱۹۸۲ با نام ایژ-۲۱۲۵/۲۷۱۵"تولید شده‌است.
این خودرو در کلاس خودرو کامپکت قرار گرفته، طراحی آن خودروهای موتور جلو-محور عقب بوده طول آن در حالت طبیعی ۴٬۲۵۰ میلیمتر (۱۶۷٫۳ اینچ)، عرض آن در حالت طبیعی ۱٬۵۵۰ میلیمتر (۶۱٫۰ اینچ) و وزن آن در حالت طبیعی ۱٬۰۴۵ کیلوگرم (۲٬۳۰۴ پوند) است.
موتور آن ۴۱۲ سی‌سی است.

## نگارخانه

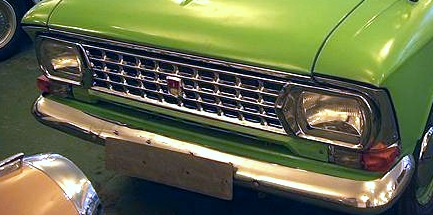
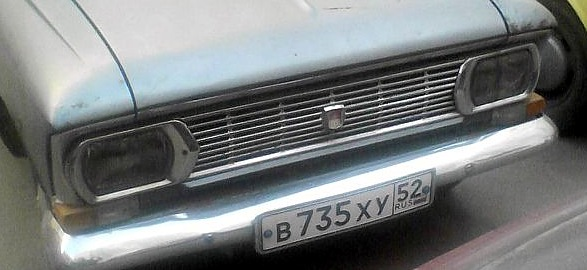
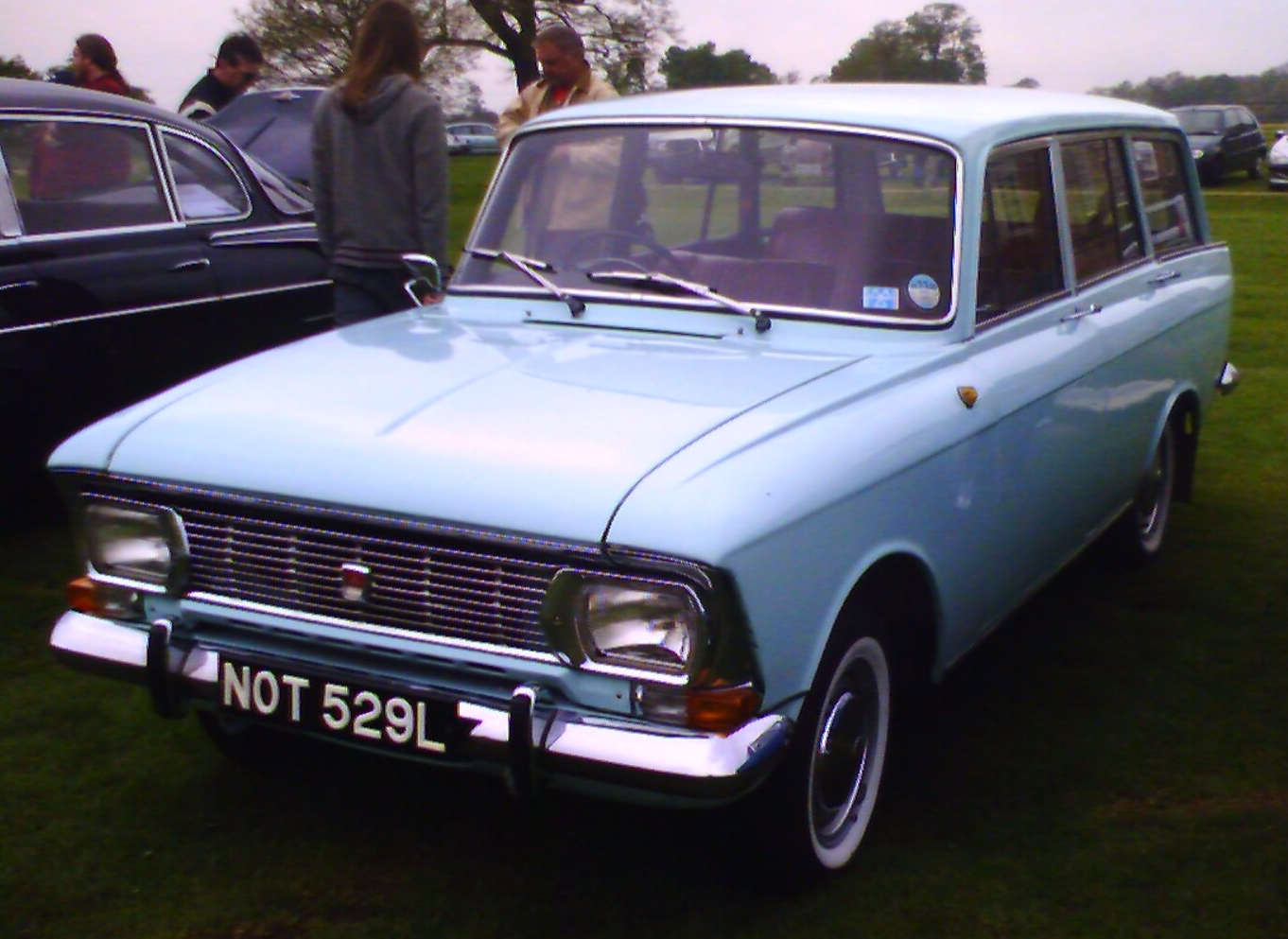
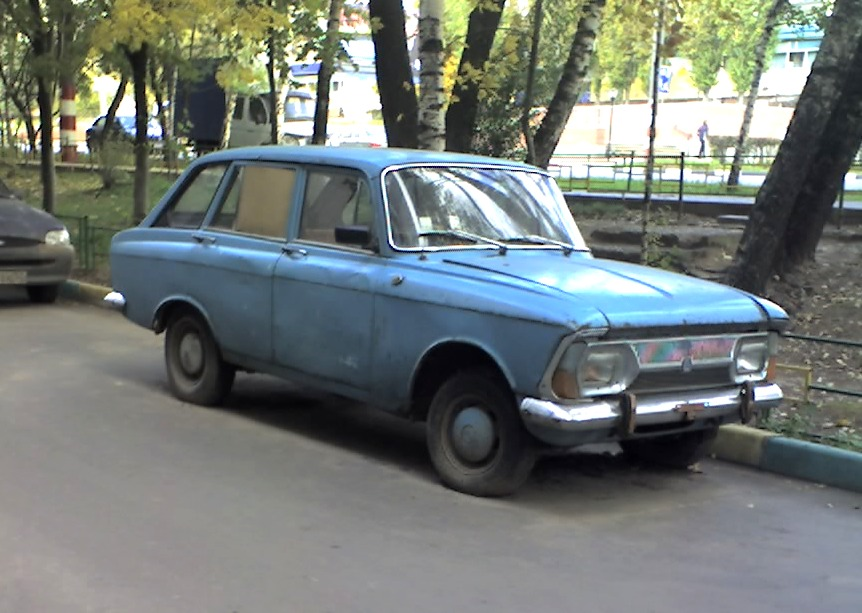
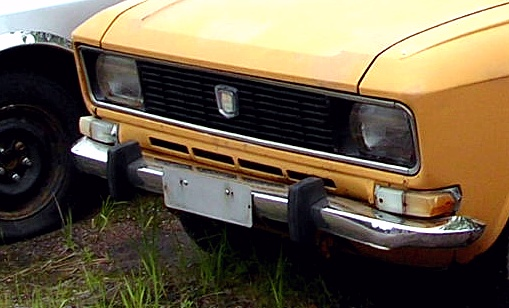
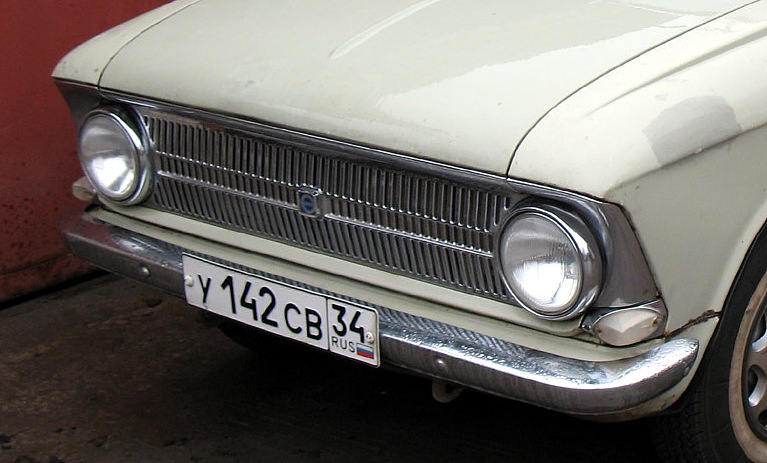